# Cataquí
El cataquí o tambor de agua es un instrumento de percusión membranófono característico de las culturas qom (toba), wichí, pilagá, chorote y nivaklé en el Gran Chaco sudamericano.
Es instrumento de percusión típico de la zona chaqueña, fue usado principalmente por las tribus originarias de la región como los toba, pilaga, wichi, charota y nivakle.
El tambor de agua o cataquí es un instrumento cha se cierra con un cuero de corzuela, que se golpea con un palo.

## Características
El cataquí es un tambor de agua. Su cuerpo suele estar construido con cerámica o un tronco de árbol ahuecado. La membrana es de cuero, habitualmente de corzuela, que se golpea con un solo palo. 

## Uso
El cataquí ha sido utilizado en ceremonias de gran importancia, como la de la algarroba. Es ejecutado de rodillas, tanto por hombres como por mujeres.